# 高士威道
高士威道 (Causeway Road, 中国語: 高士威道; イェール式広東語: gou1 si6 wai1 dou6) は、香港の主要な道路である。銅鑼湾を走っており、西の怡和街と英皇道を結ぶ。道路は、東区と湾仔区の境界を通る。道路の北側は、東区のヴィクトリアパークが、南側は、湾仔区の皇仁書院や香港中央図書館がある。

## 歴史
この道路は、19世紀中頃に銅鑼湾を横断する土手道（コーズウェイ）から発展した。道路の完成前は、銅鑼湾道が唯一の湾の両側を結ぶ道路だった。1883年、香港政府は、コーズウェイの中の湾を埋め立て、コーズウェイは海岸沿いに走る道路に改修された。広東語名の高士威道は、後に道路の英語発音となった。香港トラムは、盛り土を走っていた。1951年、道路の北側は、ヴィクトリアパーク建設のために埋め立てられた。